# تپه کهنوک
تپه کهنوک مربوط به هزاره سوم قبل از میلاد است و در شهرستان سراوان، بخش مرکزی، روستان تنکان واقع شده و این اثر در تاریخ ۷ مهر ۱۳۸۱ با شمارهٔ ثبت ۶۰۹۵ به‌عنوان یکی از آثار ملی ایران به ثبت رسیده است.